# Gressoney (Italia)
Gressoney (pron. francese AFI: [ɡʁɛsɔnɛj]; Greschòney in walser; Gressonèy in francoprovenzale) è stato un comune italiano della Valle d'Aosta istituito nel 1928 unendo i comuni di Gressoney-La-Trinité e Gressoney-Saint-Jean. Il nome venne italianizzato nel 1939 in Gressonei. Venne soppresso nel 1946 per la ricostituzione dei due comuni.

## Toponomastica
Al toponimo Gressoney sono stati associati nel tempo vari significati:
- Chreschen-eye: "piana dei crescioni"
- Grossen-eys: "grande ghiacciaio"
- Chreschen-ey: "uovo depositato fra i crescioni".

Il significato più attendibile è il primo, sebbene nessun documento lo attesti.